# منتخب نيوزيلندا لكرة الطائرة للسيدات
منتخب نيوزيلندا الوطني لكرة الطائرة للسيدات (بالإنجليزية: New Zealand women's national volleyball team)‏ هو ممثل نيوزيلندا الرسمي في المنافسات الدولية في كرة طائرة للسيدات.